# Carlo Urbani
Carlo Urbani (* 19. Oktober 1956 in Castelplanio in der Provinz Ancona; † 29. März 2003 in Bangkok, Thailand)   war ein italienischer Arzt.

## Leben
Nach seinem Abitur und dem Abschluss des Studiums erwarb er an der Universität von Ancona in Italien den Doktorgrad. Er forschte über Malaria und medizinische Parasitologie und galt als Experte für  Parasitäre Krankheiten bei Schulkindern. Zudem war er engagiert bei der italienischen Abteilung der Ärzte ohne Grenzen, deren Präsident er einige Jahre später wurde. Er war eines der Mitglieder, die 1999 den Friedensnobelpreis im Namen der Organisation entgegennahmen.
Carlo Urbani war verheiratet und hatte drei Kinder.

## SARS
Urbani arbeitete für die Weltgesundheitsorganisation (WHO) in Südostasien und hielt sich vorwiegend in Vietnam auf, wo er im Französischen Hospital zu Hanoi Ende Februar 2003 den amerikanischen Geschäftsmann Johnny Chen behandelte. Dieser war an einer schweren vermeintlichen Grippe erkrankt. Urbani erkannte eine neue und hoch ansteckende Krankheit, informierte umgehend die WHO, und gilt daher als der wahrscheinlich erste, der die Atemwegserkrankung schweres akutes Atemwegssyndrom (SARS) erkannte und klassifizierte. Urbani flog am 11. März 2003 nach Bangkok, um bei einer Konferenz über Kinderparasiten vorzutragen. Während des Fluges trat Fieber auf, nach der Landung wurde er in ein Krankenhaus gebracht. Er war selbst an SARS erkrankt, wurde auf der Isolierstation beatmet und starb am 29. März 2003 an den Folgen der Infektion.

## Filmdokumentation
- Das Imperium der Viren (Teil 1). Deutsch-französisch-griechisch-finnisch-schwedische TV-Dokumentation von Petra Höfer, Freddie Röckenhaus und Francesca D'Amicis. ARD/Arte u. a. 2008, 45 Minuten (beschäftigt sich auch mit dem Schicksal Carlo Urbanis)